# ГЕС Хуанрен
ГЕС Хуанрен (桓仁水电站) — гідроелектростанція на північному сході Китаю у провінції Ляонін. Входить до складу каскаду на річці Hunjiang, правій притоці Ялуцзян (утворює кордон між Китаєм і Північною Кореєю та належить до басейну Жовтого моря).
У межах проєкту річку перекрили бетонною греблею висотою 79 метрів та довжиною 593 метри. Вона утримує водосховище з об'ємом 3,46 млрд м3 та припустимим коливанням рівня поверхні в операційному режимі між позначками 290 та 300 метрів НРМ (під час повені до 310,8 метра НРМ).
Пригреблевий машинний зал обладнали трьома турбінами типу Френсіс — двома потужністю по 75 МВт та однією з показником у 72,5 МВт, які використовують напір від 47 до 57 метрів (номінальний напір 53 метри) та забезпечують виробництво 477 млн кВт·год електроенергії на рік.
Видача продукції відбувається по ЛЕП, розрахованим на роботу під напругою 220 кВ та 66 кВ.